# Regione del Wiregrass
La regione del Wiregrass è un'area degli Stati Uniti meridionali comprendente parti della Georgia meridionale, dell'Alabama sud-orientale e della Florida Panhandle. Il nome della regione proviene dalla pianta Aristida stricta, detta anche "wiregrass".

## Alabama
L'autore e poeta Charles Ghigna nel settembre 1974 ha scritto delle note riguardo alla presenza della regione nello stato dell'Alabama; il titolo dello scritto è "The Alabama Wiregrassers", ed è stato pubblicato sul Harper's Magazine.